# D-乳酸脱氢酶
D-乳酸脱氢酶（EC 1.1.1.28（页面存档备份，存于））化學式為：C1531H2468O451N416S12是一种以NAD+或NADP+为受体、作用于供体CH-OH基团上的氧化还原酶。这种酶能催化以下酶促反应：
(R)-乳酸 + NAD+ {\displaystyle \rightleftharpoons } 丙酮酸 + NADH + H+
D-乳酸脱氢酶与L-乳酸脱氢酶统称“乳酸脱氢酶”。